# Уртакульська сільська рада
Уртаку́льська сільська рада (рос. Уртакульский сельский совет) — муніципальне утворення у складі Буздяцького району Башкортостану, Росія. Адміністративний центр — село Уртакуль.

## Населення
Населення — 1517 осіб (2019, 1719 у 2010, 1748 у 2002).

## Склад
До складу поселення входять такі населені пункти:
| Населений пункт                                         | Населення, осіб (2002) | Населення, осіб (2010) |
| ------------------------------------------------------- | ---------------------- | ---------------------- |
| Кіска-Єлга, село                                        | 495                    | 509                    |
| Сарайгіровського отділення Уртакульського совхоза, село | 224                    | 213                    |
| Старий Буздяк, село                                     | 481                    | 484                    |
| Уртакуль, село                                          | 476                    | 437                    |
| Чулпан, присілок                                        | 72                     | 76                     |